# Dominika Hašková
Dominika Hašková (Buffalo, 3 mei 1995) is een in de Verenigde Staten geboren Tsjechisch zangeres. Ze is de leadzangeres van de band We Are Domi die in 2022 deelnam aan het Eurovisiesongfestival 2022.

## Vroegere leven
Hašková werd op 3 mei 1995 geboren in Buffalo, Verenigde Staten als de dochter van Dominik Hašek en Alena Hašková. Haar vader Dominik was doelman voor de ijshockeyclub Buffalo Sabres tussen 1992 en 2001. In 2002 verliet het gezin Buffalo nadat haar vader de overstap had gemaakt naar de Detroit Red Wings. Tijdens het seizoen 2005/06 verbleef het gezin in Ottawa, Canada alvorens het gezin terugkeerde naar Detroit. Daarna verhuisde Hašková met haar gezin naar de Praagse wijk Vršovice, waar Hašková op dertienjarige leeftijd naar een internationale school ging. In 2012 gingen haar ouders scheiden. Hašková heeft een oudere broer, Michal, en een jongere broer uit het tweede huwelijk van haar vader.
Hašková begon op zesjarige leeftijd met het spelen van de dwarsfluit omdat ze zich hierdoor als een prinses voelde. In Praag maakte ze onderdeel uit van een koor en nam ze privézanglessen en overwoog ze om musical te studeren alvorens ze auditie deed aan het Leeds College of Music, waarna ze besloot om voor een carrière als zangeres te gaan. Tijdens haar tijd aan deze universiteit besloot ze te stoppen met het spelen van dwarsfluit, om zich te kunnen focussen op zingen, componeren en optreden.

## Carrière
In 2010 deed Hašková op vijftienjarige leeftijd mee aan een inaugurele ronde van Česko Slovensko má talent, de Tsjechische versie van Holland's Got Talent. Ze was een van de veertien acts die werd gekozen om door te gaan naar de finale. Na haar eerste jaar aan het Leeds College of Music, ging Hašková naar een Noors jazzkamp om meer te leren over Scandinavische muziek. In haar tweede jaar ontmoette ze Casper Hatlestad en Benjamin Rekstad, waarmee ze de band We Are Domi vormde in 2016. In 2018 bracht de groep met "Let Me Follow" haar eerste single uit. Na de coronapandemie in het Verenigd Koninkrijk rondden Hašková, Hatlestad en Rekstad hun master af en verhuisde de band naar Praag.
In 2022 verwierf Hašková bekendheid door met haar band Eurovision Song CZ 2022 te winnen met het nummer "Lights Off". In de tweede halve finale trad de groep als laatste aan en wist het zich te kwalificeren voor de finale. In deze finale eindigde de groep, na als eerste te zijn aangetreden, op de 22ste plaats.
Hašková was in 2025 een van de deelnemers aan het Tsjechische survivalprogramma "Survivor".

## Privé
Doordat Hašková opgroeide in de Verenigde Staten en later naar een internationale school in Praag ging, is haar hoofdtaal Engels en spreekt ze Tsjechisch zonder accent.